# 罗塔赫-埃根
罗塔赫-埃根（德語：Rottach-Egern）是德国巴伐利亚州的一个市镇。总面积59.11平方公里，总人口5617人，其中男性2468人，女性3149人（2011年12月31日），人口密度95人/平方公里。